# Banco Sulbrasileiro
O Banco Sul Brasileiro S/A foi criado em 1972 com a fusão do Banco Nacional do Comércio (Banmercio), Banco da Província e do Banco Industrial e Comercial do Sul (Sulbanco) sob pressão do governo estadual.
Após a fusão, um dos primeiros problemas foi designar os dirigentes da nova instituição - a diretoria executiva foi composta por 11 membros: presidente, vice e três diretores originários do Banmércio, quatro do Sulbanco, um do Banco da Província, somente um não ligado a nenhuma instituição. Os diretores do Banmércio, o primeiro a ser controlado pelo Montepio da Família Militar, apesar do menor capital passaram a ocupar os postos-chave. Outro problema foi a superposição de agências, o fechamento de algumas, levou à concentração excessiva de pessoal em outras, o que não foi resolvido por diversos anos.
Nos dez anos seguintes o banco procurou se expandir pelo Brasil, enquanto eram fechadas 55 agências no Rio Grande do Sul, São Paulo recebia 37, o Rio 10, Minas Gerais 12, Santa Catarina e Paraná 5 agências cada e outros estados 23, atingindo no final de 1982, 379 agências, 37 a mais do que no momento da fusão. Nos anos seguintes, até a intervenção, o número de agências permaneceu estável.
O banco possuía uma série de ineficiências: era ruim na captação de recursos, em 1981 era a sétima maior rede de agências do país, mas o 15° em depósitos; tinha baixa rentabilidade; um ativo permanente muito grande; baixa produtividade; carteira de crédito de baixa qualidade; etc.
No início de 1984 iniciou negociações para unir forças com o Grupo Habitasul e mais tarde com o Grupo Brasilinvest, de Mário Garnero, porém essas não progrediram.
Em 7 de fevereiro de 1985 o Sulbrasileiro sofreu intervenção do Banco Central do Brasil por problemas de liquidez 
Neste mesmo período, junto com a "quebra" do Sulbrasileiro, outros bancos também tiveram problemas de liquidez e sofreram intervenção, liquidação extrajudicial ou incorporação. São exemplos, além do Habitasul e Brasilinvest que haviam tentado se fundir com o Sulbrasileiro , o Banco Auxiliar de São Paulo, Banco de Comércio e Industria do Estado de São Paulo (Comind), Banco Maisonnave, entre outros.
Por pressão dos políticos gaúchos, em maio do mesmo ano a União criou o Banco Meridional do Brasil S/A, com a desapropriação das ações do Sulbrasileiro por meio de decreto-lei federal e outras providências.
Como parte do patrimônio, o Banco Meridional recebeu do Sulbrasileiro cerca de 15 mil itens, incluindo 5 mil terrenos em dez praias, 80 a 90 mil hectares de propriedades rurais.